# Cogolin
Cogolin ist eine französische Gemeinde mit 12.076 Einwohnern (Stand 1. Januar 2022) an der Mittelmeerküste (Côte d’Azur) im Département Var in der Region Provence-Alpes-Côte d’Azur.

## Geschichte
General de Lattre de Tassigny hatte in Cogolin 1944 während der Schlacht um die Befreiung der Provence sein Hauptquartier.

## Sehenswürdigkeiten

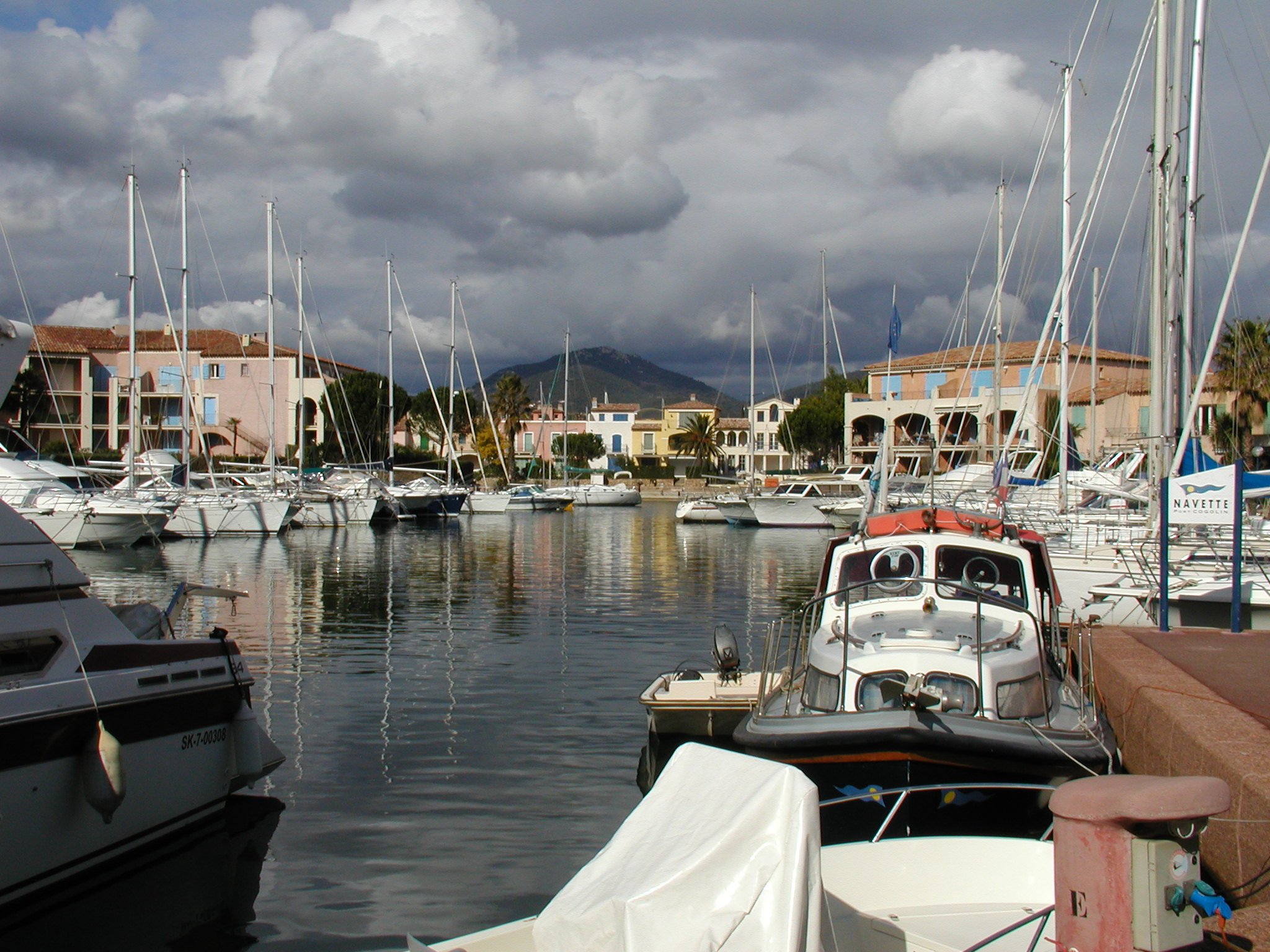
Port Cogolin

Im Zentrum der Stadt finden sich eine Kirche aus dem 16. Jahrhundert, Torwege aus grünem Marmor und überwölbte Durchgänge.
Les Marines de Cogolin, fünf Kilometer von der Stadt entfernt, verfügt über einen Sandstrand und einen großen Jachthafen mit 1800 Liegeplätzen, der dem Stil des benachbarten Port Grimaud ähnelt.
Im Erdgeschoss des städtischen Kinos befand sich ein inzwischen geschlossenes Museum, das der Karriere des Schauspielers und Komikers Raimu (1883–1946) aus Toulon gewidmet ist: Plakate und Fotos seiner Theaterrollen (Weiß und Schwarz), seiner Kinofilme (Die Frau des Bäckers, Die Tochter des Brunnenmachers, Cesar, Fanny usw.), sowie persönliche Gegenstände und Briefe. Raimu hat 1933 in der Region einen Film gedreht: Charlemagne, der von Pathé (Natan-Pathé) produziert wurde.
Auf einer Hügelkuppe erhebt sich der Uhrturm aus dem 14. Jahrhundert, der einzige Überrest der alten Burg (Zugang am Ende der Rue Nationale über die Montée de l’Horloge). Beim linksseitigen Herabgehen gelangt man zur Place Bellevue, wo die mit modernen Kunstwerken geschmückte Kapelle Ste-Croix steht.
Die Kirche St-Sauveur enthält bauliche Überreste aus dem 11. Jahrhundert und weist ein schönes Renaissance-Serpentinportal auf. In einer Seitenkapelle im Inneren sind ein interessanter Altaraufsatz von Hurlupin (1540), der den hl. Antonius in Begleitung des hl. Eligius und des hl. Pontianus zeigt, sowie eine schöne Barockbüste aus dem 17. Jahrhundert sehenswert.

## Wirtschaft
Neben Wein werden Möbel, Ausrüstung für die Marine, handgewebte feine Wollteppiche, Angelruten, Klarinettenmundstücke und Pfeifen aus den Wurzeln der Bergheide hergestellt.

## Feste und Veranstaltungen
Markttage auf der Place Vieille (Alter Platz) sind Mittwoch und Samstag.
Seit 1683 ehren die Cogolinois den heiligen Saint Maur, den Schutzheiligen des Ortes. Jedes Jahr in der zweiten Maiwoche findet das Schutzheiligenfest mit provenzalischen Messen, Prozessionen in den traditionellen Kostümen und Tänzen statt.
Ende August bzw. Anfang September findet die größte Veranstaltung, das letzte Fest im Sommer, die Fête Provençale, statt. Auf diesem Fest können Besucher viele provenzalische Bräuche kennenlernen.

## Gemeindepartnerschaft
Seit 1981 besteht eine Partnerschaft mit der deutschen Kurstadt Bad Wildbad im Landkreis Calw in Baden-Württemberg. Bereits vor der Gründung der Partnerschaft fand regelmäßig ein Schüleraustausch statt.